# Mandril (ingeniería)

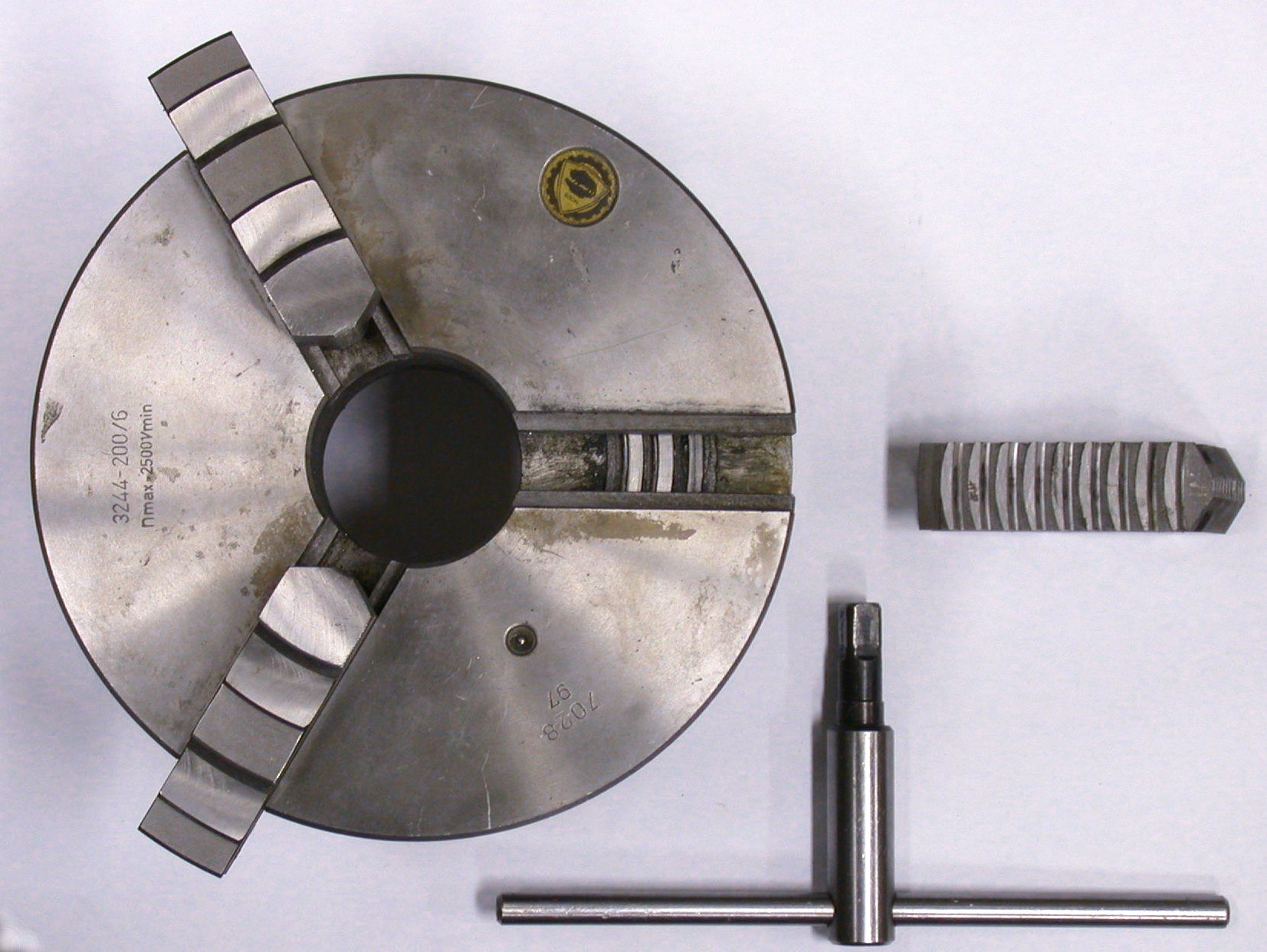
Mandril autocentrante trimandibular y llave con una mandíbula retirada e invertida mostrando los dientes que engranan en la placa de desplazamiento. La placa de desplazamiento es rotada dentro del cuerpo del mandril por la llave, la placa engrana con los dientes del lado inferior de las mandíbulas que mueve las tres mandíbulas al unísono, para apretar o liberar la pieza de trabajo.

Un mandril es un tipo especial de prensa usada para sujetar un objeto, usualmente un objeto con simetría radial, en especial un objeto cilíndrico. Es más comúnmente usado para sujetar una herramienta rotativa (como las brocas en una taladradora) o en una pieza de trabajo en rotación (como la barra en eje del cabezal fijo de un torno). Algunos mandriles también pueden sujetar objetos con forma irregular (aquellos que carecen de simetría radial). En algunas aplicaciones, la herramienta o la pieza de trabajo sujetada por el mandril permanece estacionaria mientras que otra herramienta o pieza de trabajo gira (por ejemplo, una broca en el eje del contrapunto de un torno, o una pieza circular siendo cortada por una fresadora).
Muchos mandriles tienen mandíbulas, que son pernos que son arreglados en un patrón radial simétrico (como los puntos de una estrella) para sujetar la herramienta o la pieza de trabajo. A menudo las mandíbulas serán apretadas o aflojadas con la ayuda de una llave de mandril, la cual es una herramienta similar a una llave hecha con ese propósito. Sin embargo, muchos mandriles aperrados son de la variedad sin llave, y su apriete o aflojamiento es solo con la fuerza de la mano. Los diseños sin llaves ofrecen la conveniencia de un prensado o desprensado más rápido y fácil a expensas de una mayor fuerza de agarre para sujetar la herramienta o la pieza de trabajo. Mandriles tipo collar o collet, en lugar de tener mandíbulas, tienen collares, que son unas mangas o cuellos flexibles que se encajan estrechamente alrededor de la herramienta o pieza de trabajo y la hace cuando es estrujada.